# Cova Fosca
Cova Fosca és una cova amb restes de presència humana en època prehistòrica situada al municipi de la Vall d'Ebo. Conté diversos gravats i també un jaciment que ha permès datar les pintures d'art llevantí en una data propera a 10000 aC.

## Accés
Pel camí que uneix la Vall d'Ebo i Castell de Castells, a 1300 m del primer, hi ha a la dreta del camí el profund barranc de Cocons, i quasi al fons uns tallats on es troba la cova, a la que es pot arribar seguint el sender uns 300 m.

## Història
Descobert a la dècada dels anys huitanta del segle xx, i representa manifestacions artístiques rupestres paleolítiques, amb panells de gravats on dominen els motius geomètrics i amb tres panells representacions zoomorfes. S'han documentat ocupacions del Neolític antic, amb ceràmiques, cardials, nuclis piramidals, fulls i raspadors de sílex, i enterraments a l'Eneolític de ceràmica campaniforme incisa.

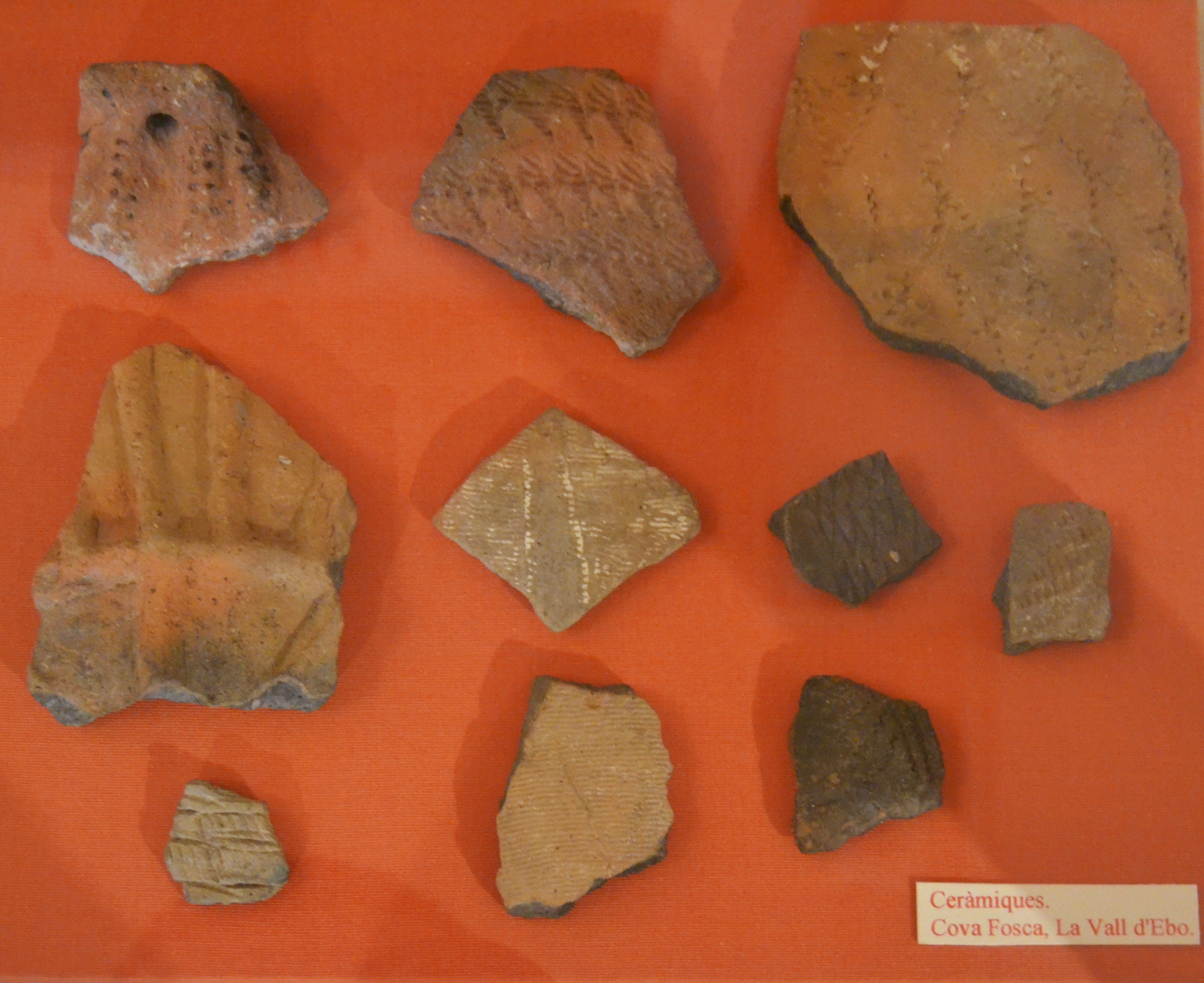
Ceràmiques de la Cova Fosca al museu arqueològic de Gata de Gorgos

Explorada l'any 1968 pel grup Ratot d'Alcoi ha estat coneguda per sempre usant-se com a corral en nombroses ocasions. L'any 1980 el grup espeleològic del C.E. d'Alcoi topografia la cova. Posteriorment és tancada per preservar les pintures rupestres.